# Ormyridae
Gli Ormiridi (Ormyridae Förster, 1856) sono una piccola famiglia di insetti (Hymenoptera Chalcidoidea) comprendente specie parassitoidi.

## Generalità
Gli Ormiridi sono filogeneticamente e morfologicamente affini ai Torimidi, dai quali si distinguono per alcuni dettagli morfologici come ad esempio il corpo più tozzo, l'ovopositore breve, i notauli più superficiali sul mesoscuto, il maggiore sviluppo dell'epipygium.

## Descrizione
Hanno un corpo tozzo, convesso, fortemente sclerotizzato, non particolarmente sviluppato in lunghezza (1-7 mm). Il colore è in genere verde o bluastro, spesso con riflessi metallici.
Il capo porta antenne brevi, il torace presenta sculture sotto forma di solchi superficiali. Le coxe posteriori sono in genere più lunghe di quelle anteriori. Le ali sono simili a quelle dei Torimidi, con vena postmarginale e vena stigmale abbozzate e uncus che tocca il margine anteriore dell'ala.
L'addome è subsessile a causa del peziolo molto breve e il dorso del gastro mostra particolari sculture dei tergiti. L'ovopositore è piuttosto breve e in genere non sporge dall'addome. Nell'ultimo urite delle femmine è presente uno sclerite allungato, detto epipygium, che sporge fra i cercoidi.

## Biologia
Gli Ormiridi sono parassitoidi associati a insetti galligeni, principalmente Imenotteri Cinipidi. La letteratura cita anche relazioni di parassitismo con Ditteri galligeni e con forme fitofaghe di Imenotteri Euritomidi. Nelle regioni tropicali sono state identificate specie associate ai Ficus, probabilmente parassitoidi di Imenotteri Agaonidi.

## Tassonomia
Si tratta di una famiglia piuttosto piccola, collegata filogeneticamente ai Torimidi. In passato gli Ormiridi rientravano, al rango di sottofamiglia, nell'ambito dei Torimidi formando un raggruppamento parafiletico.
La famiglia comprende oltre 120 specie ripartite in tre generi:
- Eubeckerella Narendran, 1999
- Ormyrulus Boucek, 1986
- Ormyrus Westwood, 1832